# Jiang Jin
Jiang Jin (en chino, 江津; pinyin, Jiāng Jīn; Shanghái, China, 17 de octubre de 1968) es un exfutbolista de China que jugaba en la posición de guardameta.

## Carrera

### Club
| Periodo   | Club                   | Apariciones | Goles |
| --------- | ---------------------- | ----------- | ----- |
| 1987-1999 | Bayi Football Team     | 100         | 0     |
| 2000-2002 | Tianjin Teda           | 44          | 0     |
| 2003-2004 | Shanghai International | 44          | 0     |
| 2005-2007 | Shanghai Stars         | 56          | 0     |

### Selección nacional
Jugó para China en 51 ocasiones de 1997 a 2002, participó en la Copa Mundial de Fútbol de 2002, ganó la medalla de bronce en los Juegos Asiáticos de 1998 y ganó el título de mejor guardameta y entró en el equipo ideal de la Copa Asiática 2000.

### Arreglo de partidos
El 17 de octubre de 2010 Jiang Jin fue detenido por la policía por haber estado involucrado en un partido arreglado de liga el 30 de noviembre de 2003 ante el Tianjin Teda cuando era jugador del Shanghai International. Las acusaciones dijeron que su compañero de equipo Shen Si fue sobornado por el entonces gerente general del Tianjin Teda Yang Yifeng por 12 millones de Yuanes para perder el partido, Shen le había preguntado a sus compañeros Jiang Jin, Qi Hong y Li Ming (1975) i podían ayudarlo. Luego de arresto policial y las investigaciones encontraron a Jiang Jin culpable por el arreglo de partidos. Fue sentenciado a cinco años y medio de libertad condicional el 13 de junio de 2012 y multado con 500,000 Yuanes al igual que sus cómplices, excepto por Shen Si que fue condenado a seis años de cárcel.

## Logros

### Club
- Chinese FA Cup: 1990[7]

### Individual
- Equipo Ideal de la Copa Asiática 2000.
- Mejor guardameta de la Copa Asiática 2000.
- Equipo de las Estrellas de la AFC en 2000.[8]